# Licencja Artystyczna
Licencja Artystyczna (lub Twórcza, ang. Artistic License) – licencja oprogramowania używana głównie dla Perla, PHP i modułów CPAN oraz projektu Parrot, najczęściej alternatywnie do Powszechnej Licencji Publicznej GNU (GNU GPL), czyli jako licencja Perla. Autorem tekstu licencji jest Larry Wall.
Pierwsze brzmienie licencji (tzw. Pierwotna Licencja Artystyczna) zawierało niejasności, które nie pozwoliły na uznanie jej przez projekt GNU za zgodną z licencjami wolnego oprogramowania, dlatego powstała tzw. Wyjaśniona Licencja Artystyczna, pozbawiona tej wady – podobnie jak ich nowsza wersja, Licencja Artystyczna 2.0.
Osoba modyfikująca oprogramowanie podlegające tej licencji, może upowszechniać zmienioną wersję jako oryginał oraz pobierać za nią opłatę. Do zmodyfikowanego programu może być dołączona jego pierwotna wersja, lecz nie jest to konieczne. Autor modyfikacji jest jedynie zobowiązany do wskazania wprowadzonych zmian.
W myśl Licencji Artystycznej wszelkie modyfikacje oryginalnego kodu muszą spełnić jeden z poniższych warunków:
- zostać udostępnione do dyspozycji jego autorom
- wyraźnie zmienić nazwę i odpowiednie narzędzia tak, aby nie wchodziły w konflikt z oryginalną gałęzią
- pozwolić i zachęcać użytkowników zmienionej wersji do swobodnego udostępniania

## Krytyka Licencji Artystycznej
Pomimo że obecnie Licencja Artystyczna jest uznawana za licencję Wolnego Oprogramowania, jest często krytykowana za niejednoznaczność, wewnętrzną sprzeczność oraz stopień skomplikowania utrudniający zrozumienie.